# Burg Ancenis

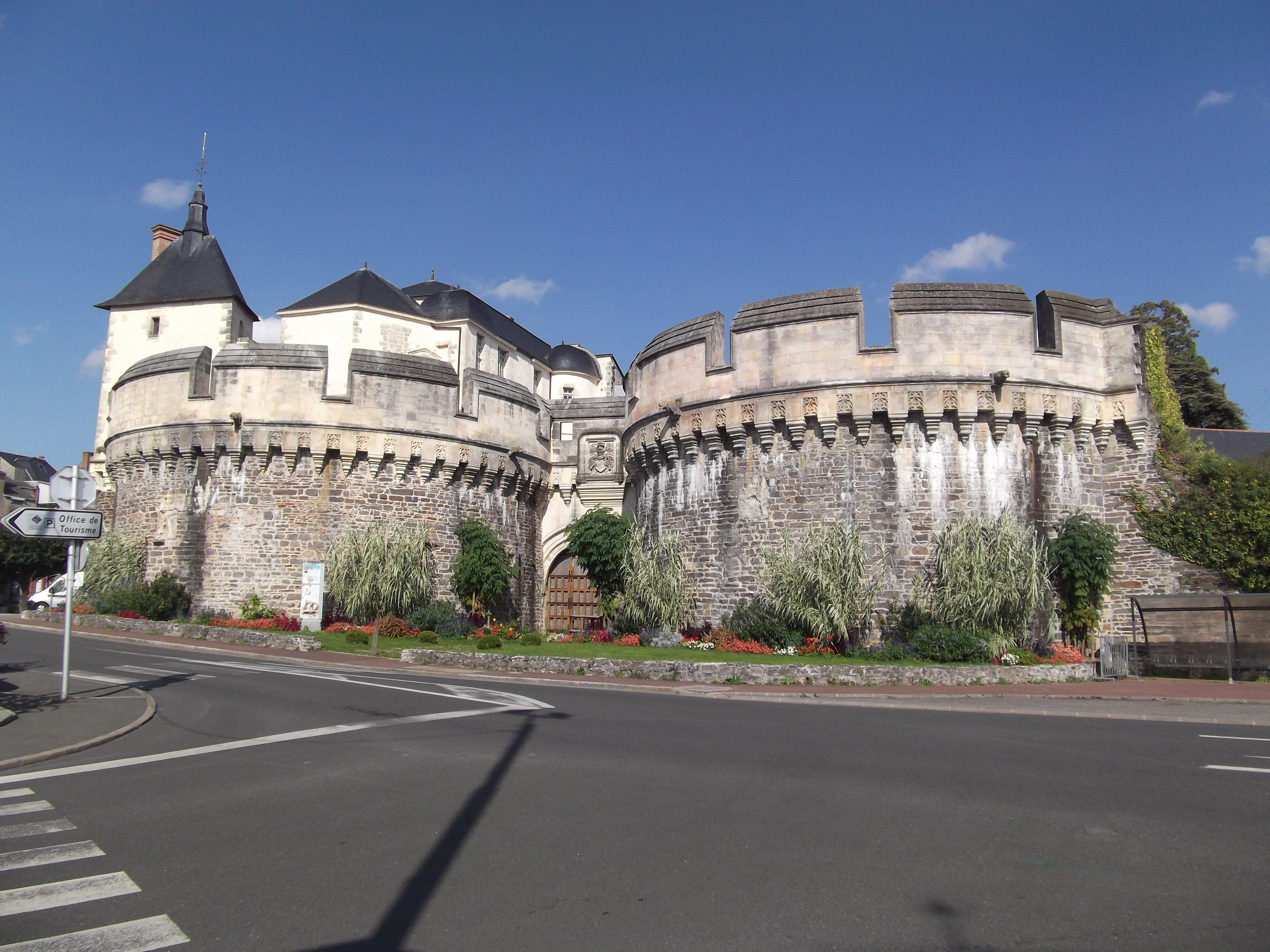
Burg Ancenis, Torhaus

Die Burg Ancenis ist eine Festung in Ancenis im Département Loire-Atlantique in Frankreich. Sie liegt am Ufer der Loire.

## Geschichte
Die ursprüngliche Burg wurde von Aremburge, der Ehefrau Guérechs, des Herzogs der Bretagne errichtet, während dieser sich zur Huldigung bei König Lothar von Frankreich († 986) aufhielt. Dabei handelte es sich um eine Turmhügelburg, die über einfache Verteidigungsanlagen wie einen Wassergraben und eine Palisade mit einer Einfriedung zum Schutz der Bevölkerung verfügte.
Aufgrund ihrer Lage entwickelte sich die Burg schnell zu einem idealen Ort für die Überwachung des Flusses und übte eine militärische und wirtschaftliche Kontrolle aus. Im Jahr 1411 wurden die Herren Ancenis angewiesen, die Boote, die die Burg passierten, nicht mehr festzuhalten und keine Strafzölle mehr auf ihre Ladung zu erheben.
Aufgrund ihrer strategischen Lage wurde sie zwischen dem 12. und 16. Jahrhundert mehrfach belagert, und zwar von den englischen Königen Heinrich II. und Johann Ohneland, den französischen Königen Ludwig IX., Ludwig XI. und Franz II., vom bretonischen Herzog Karl, und auf Befehl von König Karl VIII. von Louis II. de la Trémoille. Karl VIII. befahl den Abriss der Burg und schrieb im Jahr 1488 an de la Trémoille und seine Leutnants und verbot ihnen, ihren Arbeitern Urlaub zu gewähren, bis der Abriss abgeschlossen wäre. Bei Ausgrabungen in den 1950er Jahren wurden Kanonenkugeln entdeckt, die von den Belagerungen der Burg zeugen.
Ab dem 17. Jahrhundert verlor die Burg an militärischer Bedeutung. Im Jahr 1626 wurde sie auf Befehl von Kardinal Richelieu geschleift. Teile der Ringmauern und Türme wurden verunstaltet oder entfernt. Die Gräben wurden mit dem Bau von Kaianlagen 1840 zugeschüttet und die Einrichtung eines Ursulinen-Internats 1850 setzte die Beschädigungen fort.

## Beschreibung
Das Ende des 14. und zu Beginn des 16. Jahrhunderts errichtete Torhaus verfügt über eine einzigartige Verteidigungsanlage: eine Zugbrücke in Form einer Schikane und eine Bogengalerie mit Fallgatter. Das Renaissance-Haus, ein von Claude de Rieux und seiner Frau Suzanne de Bourbon begonnenes Wohnprojekt, wurde um 1529 errichtet. Seine Fassade auf der Hofseite weist ein Dekor der frühen Renaissance auf, während die Struktur des Hauses gotisch blieb.

## Erhaltung
Seit 1977 steht die Festung als Monument historique unter dem Schutz des französischen Kulturministeriums. Dieser Schutz bezieht sich auf die gesamte Festungsanlage sowie auf die Fassaden und Dächer der Gebäude (Renaissancehaus, ehemalige Kapelle und ein Wohnhaus mit dem Namen „Logis de Marie Fouquet“). 1986 ging sie in den Besitz der Stadt über. In den 1990er Jahren wurden die Kapelle aus dem 19. Jahrhundert und das Schulgebäude aus den 1960er Jahren abgerissen und das Torhaus restauriert. Zwischen 2013 und 2015 wurde das Renaissance-Haus instand gesetzt, die Struktur verstärkt und die Eingänge wieder geöffnet.